# Pearson Peace Medal
Die Pearson Peace Medal ist ein spendenfinanzierter, undotierter kanadischer Friedenspreis, der jährlich von der United Nations Association in Kanada gestiftet wird, um den internationalen Beitrag kanadischer Bürger zu würdigen. Jeder Kanadier kann jeden Kanadier für diese Auszeichnung nominieren. Selbstnominierungen sind ausgeschlossen. Der Preis ist nach dem Friedensnobelpreisträger und ehemaligen kanadischen Premierminister Lester B. Pearson benannt. Eine Jury wählt den Preisträger und der Generalgouverneur von Kanada verleiht die Auszeichnung am 24. Oktober des Jahres, am Tag der vereinten Nationen.

## Preisträger
- 1979: Paul-Émile Léger
- 1980: J. King Gordon
- 1981: E.L.M. Burns
- 1982: Hugh L. Keenleyside
- 1983: George-Henri Lévesque
- 1984: George Ignatieff
- 1985: Lois Wilson
- 1986: Meyer Brownstone
- 1987: Nancy Meek Pocock
- 1988: Edward Scott
- 1989: Maurice Strong
- 1990: Murray Thomson
- 1991: Muriel Duckworth
- 1992: Eric Hoskins
- 1993: Escott Reid
- 1994: Martin Connell
- 1995: Gisèle Côté-Harper
- 1996: Gerry Barr
- 1997: Hanna Newcombe
- 1998: Pat Mooney
- 1999: Flora Isabel MacDonald
- 2001: Ursula M. Franklin
- 2002: Alex Morrison
- 2003: Stephen Lewis
- 2004: Roméo Dallaire
- 2005–2009: Keine Vergabe
- 2010: Ernie Regehr
- 2011–2012: Keine Vergabe
- 2013: Donald S. Ethell
- 2014: Nigel Fisher
- 2016: Louise Arbour
- 2017: Lloyd Axworthy
- 2018: Willie Littlechild
- 2019–2020: Keine Vergabe
- 2021: Beverly McLachlin
- 2022: John McGarry